# Rijksbeschermd gezicht De Rijp
Gezicht De Rijp is een van rijkswege beschermd dorpsgezicht in De Rijp in de Nederlandse provincie Noord-Holland. De procedure voor aanwijzing werd gestart op 20 mei 1968. Het gebied werd op 17 november 1969 definitief aangewezen. Het beschermd gezicht beslaat een oppervlakte van 18,3 hectare.
Panden die binnen een beschermd gezicht vallen krijgen niet automatisch de status van beschermd monument. Wel zal de gemeente het bestemmingsplan aanpassen om nieuwe ontwikkelingen in het gebied te reguleren. De gezichtsbescherming richt zich op de stedenbouwkundige en cultuurhistorische waardering van een gebied en wil het toekomstig functioneren daarvan veiligstellen.